# گلف
گُلْف یا گوی‌چال یکی از بازی یا ورزش فضای آزاد است که در آن بازیکنان به‌طور فردی یا تیمی به‌وسیله چوبهای گوناگون ویژه‌ای توپ گلف را درون سوراخی در زمین می‌اندازند. در آیین‌نامه بازی گلف این بازی را اینگونه تعریف کرده‌اند: «گلف پرتاب یک توپ از نقطه نخست بازی به درون یک سوراخ است که به‌وسیله یک یا چند ضربه پیاپی و بر طبق قانون‌های ویژه‌ای صورت گرفته باشد.»

## خاستگاه بازی گلف
خاستگاه گلف سرزمین اسکاتلند است. این بازی از چندین سده پیش در بریتانیا بازی می‌شده‌است. مشهورترین و قدیمی‌ترین زمین گلف جهان در شهر سنت اندروز در اسکاتلند قرار دارد و نخستین آیین‌نامهٔ رسمی این رشته در شهر ادینبورگ پایتخت اسکاتلند نوشته شده‌است. واژهٔ «گلف» که از سدهٔ ۱۶ میلادی برای این بازی به کار می‌رود از واژه‌های قدیمی اسکاتلندی «Golve» و «Goff» گرفته شده که در پایه گرفته شده از واژهٔ آلمانی میان‌سده‌ای «Kolf» بوده‌است. این واژه «kolf» به چم باشگاه است. این بازی با اینکه معمولاً به عنوان بازی مرفّهان و نخبگان به‌شمار می‌آید، امروزه در میان طبقات دیگر هم طرفدار یافته و بازیگران بیشتری را از سراسر جهان به خود جلب می‌کند.

## ویژگی‌های بازی گلف

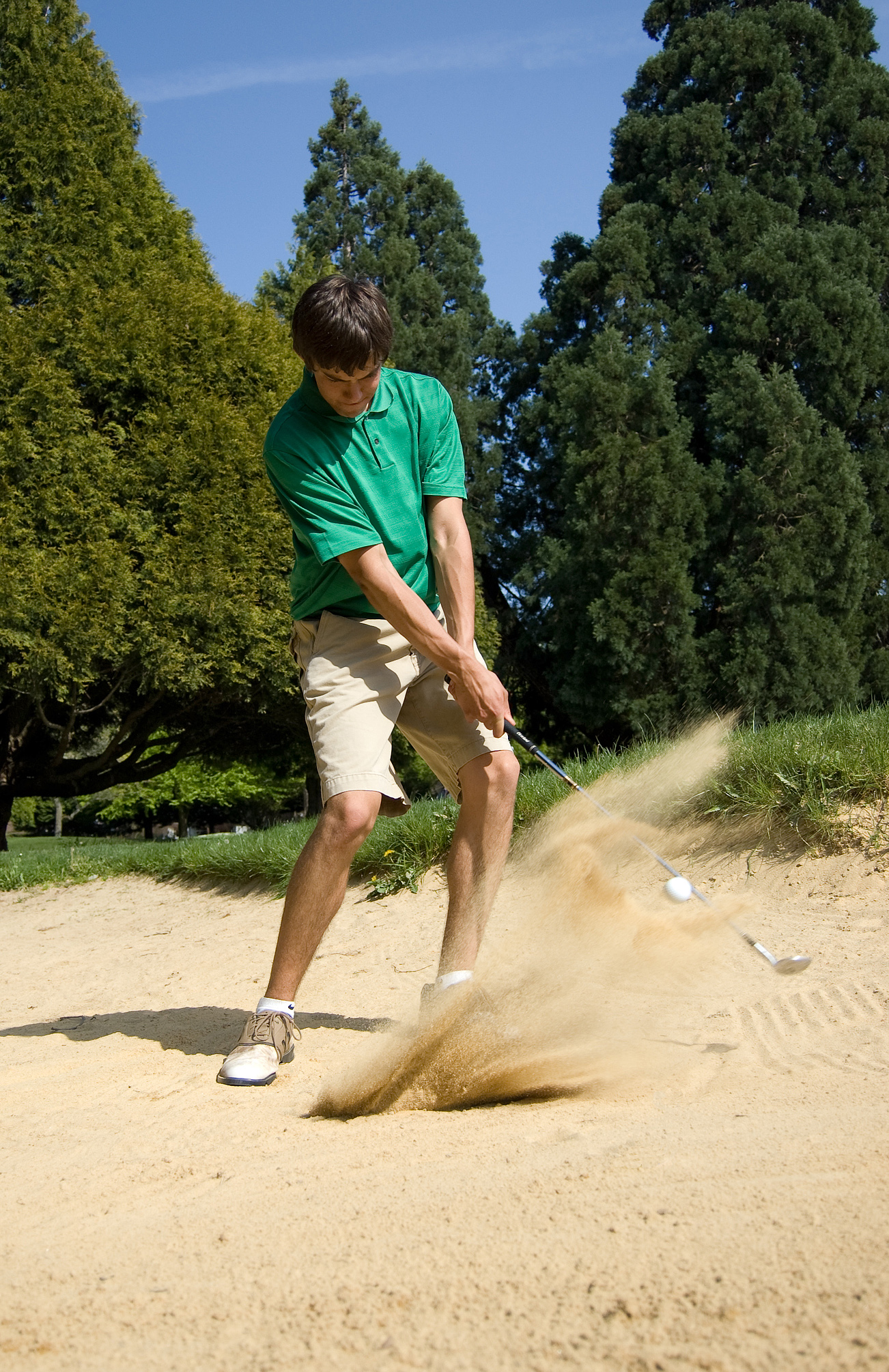
تلاش برای نجات توپ از گودال شن

زمین گلف حدود سی یا چهل هزار متر مربع وسعت دارد. برای بازی گلف کفش ویژهٔ میخداری نیاز است تا به هنگام ضربه زدن پای بازیکن نچرخد. لباس گلف هم برای راحتی حرکت بدن و از جنس مخصوص درست شده‌است. برای گلف‌بازی ساک ویژه‌ای نیاز است تا چهارده چوب گلف را در خود جای دهد. این ساک در زیر خود چرخ‌هایی دارد که به گلف‌باز اجازه می‌دهد تا ساک و چوب‌های خود را به راحتی در سراسر زمین به همراه ببرد. هر کدام از این چوب‌ها برای زدن ضربه‌های گوناگونی بکار می‌روند. هر بازی گلف میان چهار تا پنج ساعت طول می‌کشد و دارای قانون‌های خودش است.

## گلف در ایران
نخستین زمین گلف کشور در شهر مسجد سلیمان توسط انگلیسی‌ها انحصاراً برای پرسنل خود پایه‌گذاری شد. و پس از خروج انگلیسی‌ها به ایران واگذار شد.
یکمین زمین چمن گلف کشور ایران در مجموعهٔ ثامن شهر مشهد با مدیریت خانم بیتا طاهری احداث گردید.
تا پیش از سال ۱۳۷۴ گلف در ایران فدراسیون نداشت و از آن سال فدراسیون گلف تشکیل شد و از سال ۸۳ عیسی اسحاقی، سخنگو و معاون پیشین سازمان تربیت بدنی ریاست آن را برعهده دارد.
در سال ۱۳۸۳ حدود ۲۰۰ گلف‌باز در ایران مشغول به بازی بودند و هم‌اکنون تعداد بازیکنان به ۱۵ هزار نفر رسیده‌است. در بخش قهرمانی نیز لیگ گلف در دو گروه پیشرفته و نیمه‌پیشرفته با حضور ۱۲ تیم برگزار می‌شود
امروزه طرح‌های اجرایی چندی در دست اقدام است تا در محوطهٔ دانشگاه تهران، هتل‌ها و همچنین در زمینی میان چالوس و نوشهر زمین‌های گلف ساخته شود.
تیم ملی گلف بانوان ایران از سال ۱۳۸۰ آغاز بکار کرده و دوره‌های مسابقهٔ انتخابی برای تیم ملی نیز میان گلف‌بازان شهرهای گوناگون ایران انجام شده‌است. فدراسیون گلف ایران لیگ‌هایی میان باشگاه‌های کشور برگزار می‌کند. تا امروز استان‌های خوزستان، تهران، مشهد، اصفهان، فارس و قم دارای باشگاه‌های گلف هستند.

### گلف در تهران
تنها باشگاه ورزشی تهران که امکاناتی برای بازی گلف دارد، باشگاه انقلاب است. این زمین با شش کیلومتر درازا در برگیرندهٔ ۶۰ هکتار چمن است اما، به سبب نبودن نورافکن کافی استفاده از این زمین به ساعات روز محدود می‌شود. (زمین‌های گلف دیگری نیز در اهواز، مسجد سلیمان، آبادان و اصفهان وجود دارد که همگی خاکی هستند).
در زمین گلف باشگاه انقلاب مسابقه‌هایی هم برگزار می‌شود که مسابقه‌های پایان فصل، مسابقه‌های جام دیپلماتیک، مسابقهٔ ردهٔ جوانان و بزرگسالان، مسابقه‌های قهرمانی باشگاه‌های کشور و مسابقهٔ جام فجر از آن جمله است.

## تصورات اشتباه
واژهٔ «Golf» از مخفف عبارت «Gentlemen Only, Ladies Forbidden» (فقط آقایان، خانم‌ها ممنوع) ریشه نگرفته‌است. خاستگاه واقعی این واژه نامشخص است اما در دوران اسکاتلند میانه وجود داشته‌است.